# 北園丈琉
北園丈琉（日语：／ Kitazono Takeru，2002年10月21日—），日本體操運動員，他代表日本隊參加了日本舉行的2020年夏季奧林匹克運動會，並且在男子團體全能比賽上獲得銀牌。